# 怀集站
怀集站，位于中华人民共和国广东省肇庆市怀集县怀城镇怀高村，是贵广高速铁路上的高铁站，于2014年12月26日开通启用，由广州铁路集团管辖。

## 车站结构
本站为高架二层双岛式车站，规模为2台6线。

### 车站楼层
| 地上二层 | 上行站台 | 贵广高铁 广州南方向（下站：广宁） |  |  |
|          | 岛式站台 |                                   |  |  |
|          | 上行站台 | 贵广高铁 广州南方向（下站：广宁） |  |  |
|          |          | 贵广高铁 广州南方向越行线         |  |  |
|          |          | 贵广高铁 贵阳北方向越行线         |  |  |
|          | 下行站台 | 贵广高铁 贵阳北方向（下站：贺州） |  |  |
|          | 岛式站台 |                                   |  |  |
|          | 下行站台 | 贵广高铁 贵阳北方向（下站：贺州） |  |  |
| 地面     | 站厅     | 售票处、进站口、候车区、出站口    |  |  |

## 車站周邊
- 二广高速公路
- 怀集粤运汽车站
- 怀集县粮食局
- 怀集金银商务酒店
- 怀城第六小学
- 犀牛山生态山泉
- 燕都广场
- 怀集海逸国际酒店
- 城南中学

## 歷史
- 2014年12月26日，本站正式启用。
- 2020年6月7日8时30分许，受连日强降雨影响，本站至贺州站区间因落石行车受阻。当地铁路部门已启动应急预案进行抢修，造成部分列车晚点[3]。

## 争议
2017年9月，有民众反映本站停靠动车班次少。广东省人民政府办公厅回应称，在2017年7月1日中国大陆国铁线路运行图调图中，部分动车组列车调整增加佛山西站停车办理客运业务，考虑到列车运行线条、股道安排等运输能力限制，相应对怀集站及其他客运营业停站进行了相应调整。

## 外部連結
- 中国铁路客户服务中心 （页面存档备份，存于）